# Golpe de Estado de julio de 1936 en Granada
El golpe de Estado de julio de 1936 contra el gobierno de la República Española, que dio comienzo a la Guerra Civil, logró triunfar en Granada y hacerse con el control de la ciudad.
El día 20 de julio a las cinco de la tarde la guarnición de Granada se sublevó contra el Gobierno. El día 17 los golpistas del Ejército de África se habían apoderado del protectorado español de Marruecos, y el día 18 los conspiradores liderados por el general Gonzalo Queipo de Llano se habían sublevado en Sevilla, y Ciriaco Cascajo también en Córdoba. El comandante militar de Granada, general Miguel Campins, fue obligado a firmar el bando de guerra, mientras las tropas y milicias derechistas lograban hacerse rápidamente con el control del centro urbano. El gobernador civil César Torres Martínez y el comandante local de la Guardia Civil, así como el alcalde de la ciudad y el presidente de la diputación, fueron detenidos. Los sublevados también lograron ocupar el aeródromo de Armilla y otros puntos estratégicos.
Los obreros y los leales a la República, a pesar de estar mal armados y desorganizados, se hicieron fuertes en el barrio del Albaicín. Los sublevados llevaron artillería y tras varios días de duros combates lograron conquistarlo. A la caída del Albaicín, toda Granada quedó bajo control de los sublevados.
Durante estos combates los sublevados detuvieron y en muchos casos ejecutaron a todo resistente o sospechoso de serlo. No se sabe cuántas personas fueron ejecutadas. Tras la conquista de Granada se puso en marcha una fuerte represión contra las izquierdas y los republicanos. Se estima que durante la contienda fueron ejecutadas 5000 personas.

## Antecedentes

### Situación política y social
Desde las elecciones de febrero de 1936 el clima político-social en Granada se había polarizado extraordinariamente. La victoria del Frente Popular y el regreso de las izquierdas a la corporación municipal no tuvo una buena acogida por los partidos conservadores. Granada era una provincia donde las fuerzas conservadoras y derechistas tenían una importante presencia. El 8 de marzo las izquierdas organizaron una gran concentración en el estadio de Los Cármenes que posteriormente recorrió la ciudad, en la que se reclamó la anulación de los resultados de las elecciones, que se creía que habían sido fraudulentas debido a las presiones y a la intervención de los caciques locales. Al día siguiente, en un masificado encuentro de trabajadores con sus familias, unos pistoleros de Falange causaron varios heridos entre algunas mujeres y niños que asistían al acto. Los sindicatos reaccionaron con la convocatoria de una huelga general para el día siguiente, 10 de marzo.
El día de la huelga el ambiente estaba muy cargado. A lo largo del día se sucedieron incidentes por toda la ciudad. A las 9:30 unos trabajadores quemaron el local de Falange, situado en el número 3 de la Cuesta del Progreso. A continuación, otros grupos prendieron fuego al Teatro Isabel la Católica, los cafés Colón y Royal, y la sede del diario conservador Ideal, cuya maquinaria fue destrozada y el local quemado hasta los cimientos. Mientras estos incidentes se producían, grupos de pistoleros derechistas dispararon desde las azoteas contra los manifestantes y los policías que estaban allí presentes. También fueron incenciados los locales del partido Acción Popular (AP) y de la Acción Obrerista de la CEDA, la fábrica de chocolates propiedad de un dirigente local de la CEDA, el Tenis Club de Granada, el convento de San Gregorio el Bajo y la Iglesia de El Salvador, que resultó prácticamente destruida. Se desconoce quiénes fueron los autores de muchos de estos incendios, aunque el historiador Ian Gibson señala la posibilidad de que entre los incendiarios hubiera algunos provocadores derechistas. Lo que sí está documentado es que la policía estuvo presente, pero no intervino para evitar estos incidentes. Los disturbios provocaron una gran conmoción entre la clase media de Granada y dejaron un sentimiento de odio y venganza entre muchos granadinos.
A consecuencia de los graves disturbios del 10 de marzo, la policía detuvo a más de trescientas personas y realizó numerosos registros domiciliarios, incautándose un gran número de armas tanto en la ciudad de Granada como en la provincia. Los incidentes se saldaron con la destitución de los gobernadores civil y militar. El comandante militar, el general Eliseo Álvarez-Arenas, había llegado a amenazar con sacar las tropas a la calle si no terminaban los disturbios. Fue sustituido por el general Llanos Medina, militar marcadamente derechista y con el cual daría comienzo la conspiración militar.
El 31 de marzo, con los votos a favor de las izquierdas y en contra de las derechas, las Cortes anularon los resultados de las elecciones de febrero en Granada y convocaron una repetición de los comicios para mayo. El Frente Popular ganó los comicios repetidos el 3 de mayo, obteniendo el acta de diputado los trece candidatos socialistas y progresistas. Las derechas no obtuvieron ningún diputado. El fracaso electoral de las derechas supuso un reforzamiento de la Falange granadina, que a nivel de toda España había quedado muy debilitada tras la ilegalización del partido y el descabezamiento de su cúpula. Muchos miembros de las juventudes de la CEDA se pasaron a Falange.

### Trama golpista
Tras la victoria electoral del Frente Popular, los oficiales reaccionarios y monárquicos comenzaron la preparación de una sublevación militar. Las autoridades republicanas en Madrid ordenaron al gobernador civil de Granada, Ernesto Vega, que pusiera bajo vigilancia a varios oficiales de la guarnición granadina que eran conocidos por sus sentimientos antirrepublicanos. Pero estos se dieron cuenta de que estaban siendo vigilados, lo que quizás motivó la destitución de Vega el 25 de junio. Le sustituyó César Torres Martínez. A su llegada a Granada, Torres Martínez se encontró una situación compleja: una huelga de tranvías y otra de basureros, a los concejales izquierdistas del ayuntamiento enfrentados entre ellos, y varios problemas en algunos pueblos de la provincia. Aunque logró estabilizar la situación, en apenas 25 días que estuvo en el cargo tan solo pudo tomar contacto con la conspiración militar y civil.
En 1936 Granada era la sede de la 3.ª Brigada de Infantería y dependía militarmente de la II División Orgánica, con sede en Sevilla. La guarnición militar de Granada estaba compuesta por el Regimiento de Infantería n.º 2, al mando del coronel Basilio León Maestre, y por el Regimiento de Artillería ligera n.º 4, al mando del coronel Antonio Muñoz Jiménez. El Regimiento de Infantería disponía de unos 300 efectivos, mientras que el Regimiento de Artillería disponía de unos 180. Los regimientos disponían de pocas fuerzas debido a que los oficiales habían concedido muchos permisos de verano.
Inicialmente, la cabeza visible de la conspiración militar en Granada era el general Llanos Medina, pero el gobierno conocía sus actividades conspirativas y el 10 de julio fue destituido y trasladado. Fue sustituido por el general de brigada Miguel Campins, que tomó el mando de la guarnición el 11 de julio. Campins en principio no estuvo implicado en la conspiración militar, y esta se hizo a sus espaldas. Los coroneles León Maestre y Muñoz Jiménez estaban implicados en la conspiración y contaban con el apoyo de otros oficiales antirrepublicanos de la guarnición granadina. En la conjura también destacaron otros oficiales, como el comandante de infantería Rodríguez Bouza o el comandante José Valdés Guzmán. En el caso de Valdés, su aportación a la conspiración fue importante, ya que desde 1931 era jefe de la administración militar de la guarnición de Granada, y en 1936 ya conocía bien la situación política y militar local (a diferencia de otros cargos, que cambiaban con frecuencia de destino). Además, Valdés era miembro de Falange, «camisa vieja» y jefe de las milicias de Falange en Granada. La conspiración también se extendió a otros ámbitos fuera del Ejército. 
El Cuerpo de Seguridad y Asalto estaba al mando del capitán Álvarez, y sus fuerzas disponían de unos 150-300 efectivos. Si bien las fuerzas de Asalto no estaba implicadas en la conspiración, sí lo estaba su antiguo comandante, el capitán de Asalto José Nestares Cuéllar. La Guardia Civil disponía en la ciudad de Granada de unos 40 efectivos. El comandante de la comandancia de la Guardia Civil en Granada, el teniente coronel Fernando Vidal Pagán, era fiel a la República; no era el caso del teniente Mariano Pelayo, que conspiraba contra él y que tendría un importante papel en la sublevación. La Falange granadina también tuvo un papel importante en la conspiración; no se sabe con certeza de cuántos efectivos disponía, pero seguramente no superaban los 400. En la conspiración también se hallaban implicados —aunque con un papel menor— varios políticos derechistas que no habían sido elegidos en las elecciones de mayo.

## Los días previos
El 17 de julio, por la tarde, la guarnición militar de Melilla se sublevó inesperadamente. Tras Melilla, siguieron las demás plazas del protectorado de Marruecos, y después —al día siguiente— se produjo el levantamiento de la guarnición de las Islas Canarias, al mando del general Francisco Franco.
El 18 de julio, Granada se encontraba en un ambiente de tensa espera; el gobernador militar, el general Campins, condenó la sublevación de Marruecos, mientras las organizaciones del Frente Popular se manifestaron durante todo el día. Campins mantuvo en el Gobierno civil una reunión con las autoridades republicanas locales, manifestándoles que tenía una confianza plena en los oficiales bajo su mando y que estos eran republicanos leales. Sin embargo, esta actitud de Campins contrastaba con el telegrama que ese mismo día había enviado al general Franco, donde le comunicaba que se ponía a sus órdenes.
Ese día la sublevación se extendió a la península ibérica. A las dos de la tarde una parte de la guarnición de Sevilla se sublevó contra el Gobierno. El general Queipo de Llano arrestó a los mandos de la II División Orgánica y se hizo con el control de la misma. Aunque encontró una fuerte resistencia popular en varios puntos de la ciudad, Queipo de Llano logró dominar el centro urbano y el aeródromo de Tablada. Unas horas después, en la ciudad de Córdoba el coronel Ciriaco Cascajo —siguiendo las instrucciones de Queipo de Llano— a las cinco de la tarde sublevó al regimiento de artillería y proclamó el estado de guerra, logrando dominar la ciudad.
El 19 de julio la situación en Granada seguía en pausa muerta, con la conspiración inmovilizada y con los militantes del Frente Popular todavía sin armar. El gobernador civil, Torres Martínez, se negaba una y otra vez a repartir armas entre las organizaciones obreras que se las reclamaban, siguiendo las consignas del jefe del gobierno, Casares Quiroga, de no armar a la población. El ministro de la guerra, general Luis Castelló, llamó a Campins para comunicarle que organizara una columna que se dirigiera a Córdoba y pusiera fin a la sublevación del coronel Cascajo; sin embargo, los oficiales de la guarnición se mostraron poco partidarios de esta idea. Vidal Pagán también recibió de Madrid la orden de reunir armamento para la columna de Córdoba, pero cuando fue al cuartel de Artillería se encontró con el rechazo de los mandos militares, que para no entregarle el armamento solicitado le dieron excusas y pretextos varios. Algunos efectivos de la guarnición de Granada fueron enviados a Almería, donde posteriormente contribuirían al fracaso de la sublevación en esta ciudad. Campins acudió al cuartel de artillería, donde realizó una arenga ante los oficiales sobre la inutilidad y lo deshonroso de la rebelión militar. El capitán Nestares, por su parte, fue visitando los distintos acuartelamientos militares de la ciudad, apremiando a los conspiradores para que tomaran la iniciativa. Aquella noche los conspiradores la pasaron en vela, coordinando los planes para sublevarse.

## El golpe
El 20 de julio se decidió finalmente la sublevación de la guarnición, bajo los auspicios de los coroneles Muñoz y León. A lo largo de aquella mañana continuaron los preparativos para ejecutar la toma de la ciudad, que comenzaría a las 17:00 horas. Después de que el comandante Rodríguez Bouza visitara y tantease al jefe de la Guardia de Asalto, el capitán Álvarez, este finalmente se comprometió a unirse a la sublevación. Para los conspiradores aquel fue un momento decisivo.
A las 16:30 el secretario del Comité local del Frente Popular, Antonio Rus Romero, recibió una llamada telefónica comunicándole que las tropas del cuartel de Artillería se estaban formando y que se encontraban preparadas para salir. Este se lo transmitió a Torres Martínez, quien habló inmediatamente con Campins. El general le comunicó a Torres Martínez que no tenía constancia de aquello y volvió a insistir en la lealtad de sus oficiales; concluyó que realizaría una visita al cuartel de Artillería, desde donde llamaría para confirmar que no pasaba nada. Sin embargo, cuando Campins llegó allí comprobó que efectivamente la tropa estaba en formación, y que incluso había un grupo de paisanos armados —principalmente falangistas—. Entonces surgió una fuerte discusión entre el general y el coronel Muñoz. Campins descubrió desconcertado que todos sus oficiales —al igual que los oficiales de la Guardia Civil y la Guardia de Asalto— estaban implicados en la trama golpista. En vista de aquella situación, intentó marcharse, pero sus ayudantes le cerraron el paso; uno de ellos le sugirió que declarara el estado de guerra y firmara el bando militar (que los conspiradores ya habían redactado). Después de ir al cuartel de Infantería y cerciorarse de que allí también estaban con los sublevados, Campins fue conducido a la comandancia militar y firmó el bando de guerra.

### La ocupación del centro urbano
Bajo el liderazgo del coronel Antonio Muñoz, a las 17:00 las tropas de la guarnición salieron de sus cuarteles situados en los alrededores de la ciudad y se dirigieron al centro urbano. Algunos civiles pensaron que las tropas habían salido de sus acuartelamientos en defensa del orden republicano. El ministro de la gobernación, el general Sebastián Pozas, ya había telefoneado al gobernador civil exhortándole a ofrecer una «resistencia desesperada y sangrienta». Los sublevados situaron piezas de artillería en varios puntos de la ciudad: en la plaza del Carmen (frente al ayuntamiento), en la Puerta Real y en la plaza de la Trinidad (junto al Gobierno civil). Otra batería fue establecida en la carretera que iba a El Fargue, ya que desde allí se dominaba una estratégica posición para bombardear la ciudad. Frente al cuartel de la Guardia de Asalto, situado en la Gran Vía, se detuvo un camión con soldados y acto seguido los guardias de asalto se unieron a la sublevación.

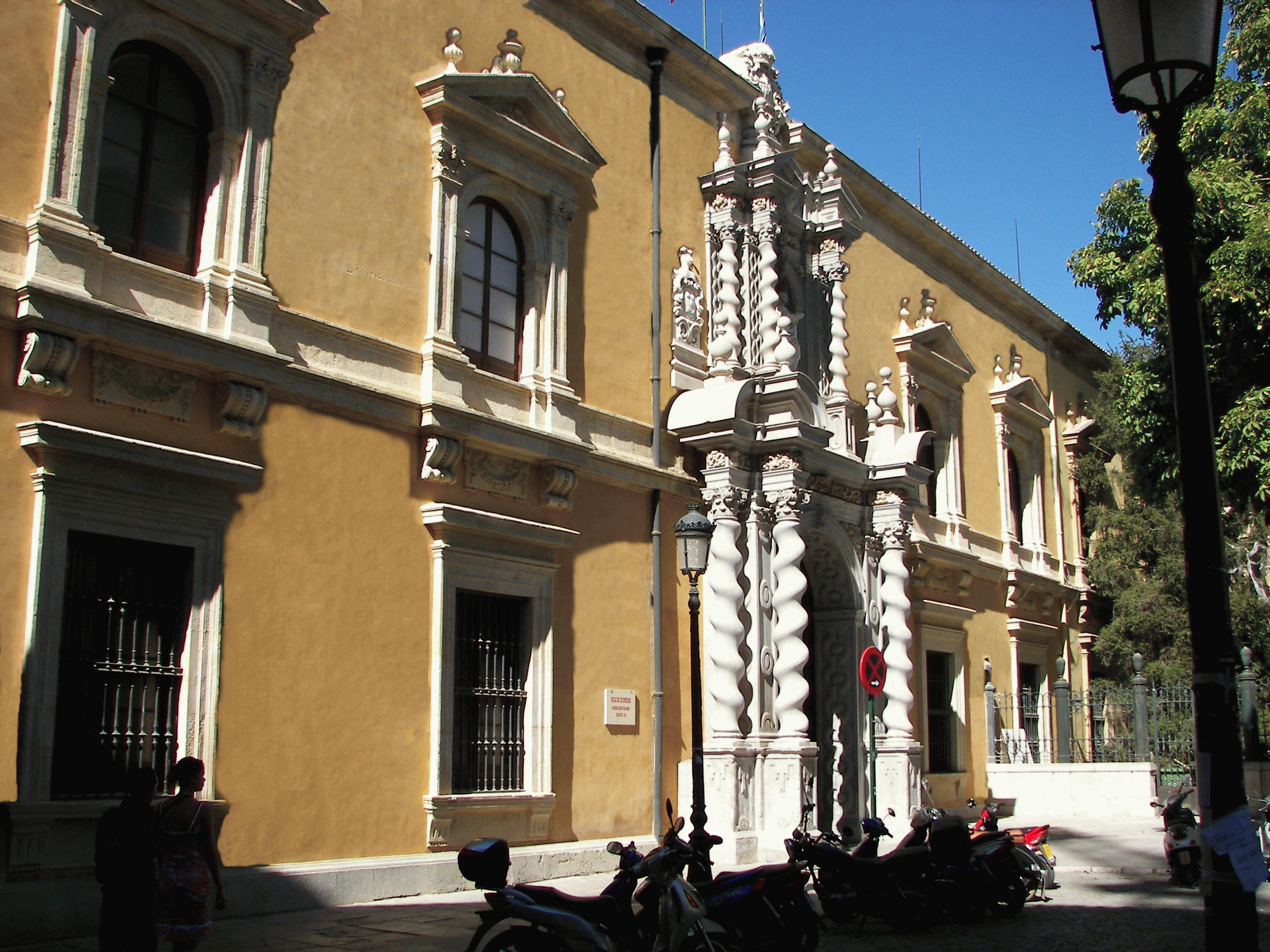
Fachada de la Facultad de Derecho de Granada, edificio que en 1936 albergaba la sede del Gobierno civil.

Los sublevados se dirigieron hacia los alrededores del Gobierno civil, que estaba protegido por una sección de 20-25 guardias de asalto al mando del teniente Martínez Fajardo y con órdenes de disparar. Dentro, Torres Martínez y sus ayudantes ya eran conscientes de que los militares ya se encontraban en las calles de Granada. A las 18:00 el capitán Nestares llegó a la comisaría de policía que había en la calle Duquesa, muy cerca del Gobierno civil, tras lo cual los policías se unieron a los sublevados. Se dio la circunstancia de que desde Jaén había llegado a la comisaría un grupo de seis republicanos con una orden para que se les entregara dinamita, tras lo cual pasaron a cargarla en un camión. Poco después de la llegada de Nestares, dándose cuenta los republicanos de lo que estaba ocurriendo, comenzaron a disparar sobre los sublevados hasta que finalmente fueron apresados.
A continuación, los sublevados se lanzaron sobre el Gobierno civil. Una sección de soldados de artillería al mando del capitán García Moreno y de falangistas al mando del comandante Valdés se situaron frente a la entrada del edificio. A su vez, Nestares y otras fuerzas llegaron desde la comisaría de la calle Duquesa. Los guardias de asalto, quizás viéndose en inferioridad numérica, no dispararon y los sublevados pudieron ocupar el edificio sin dificultades. Tras entrar en el despacho del gobernador civil, los militares y guardias de asalto hicieron prisioneros a Torres Martínez, Virgilio Castilla Carmona (presidente de la Diputación), Rus Romero y el jefe de la comandancia de la Guardia civil, el teniente coronel Vidal Pagán. A excepción de Castilla —que sacó una pistola y fue rápidamente detenido—, nadie ofreció resistencia. Los detenidos fueron llevados a la cercana comisaría de policía, a excepción de Torres Martínez, que permaneció recluido en el edificio del Gobierno civil.
Mientras esto ocurría en el Gobierno civil, la policía urbana de Granada salió del ayuntamiento hacia la plaza del Carmen, poniéndose a las órdenes de la batería que se había instalado allí. Varios republicanos y funcionarios municipales lograron escapar del ayuntamiento por una puerta trasera, pero buena parte de la corporación municipal fue capturada cuando los sublevados ocuparon el edificio. También fue hecho prisionero el alcalde Manuel Fernández Montesinos, cuando se encontraba en su despacho. Por su parte, un grupo de militares al mando del comandante Rosaleny se dirigió al edificio de Radio Granada, en el número 27 de la Gran Vía, y lo ocupó sin dificultades. A las 18:30 el comandante Rosaleny leyó el bando militar firmado por Campins, y a partir de entonces cada media hora se leyó por la radio el bando militar.
Un grupo armado de militares se dirigió hacia la Fábrica de Pólvora y Explosivos de El Fargue, situada en los alrededores de Granada, en la carretera de Murcia. La importancia de esta acción estribaba en que en El Fargue se encontraba la mayor fábrica de explosivos del sur del país. Al llegar allí los sublevados encontraron resistencia, aunque pudieron aplastarla con facilidad y hacerse con el control de la fábrica.
Otros focos de resistencia en la ciudad fueron sofocados sin demasiada dificultad. En poco tiempo se habían tomado todos los centros oficiales. Tan fácil conquista se debió a que las multitudes y los partidarios del Frente Popular apenas contaban con armas y estaban dispersos. De hecho, muestra de ello fue que durante la conquista de la ciudad los sublevados solo tuvieron un muerto, un soldado abatido. Muchos obreros y leales a la República huyeron al barrio del Albaicín, donde hubo una seria resistencia.

### Aeródromo de Armilla
El aeródromo de Armilla, situado a varios kilómetros de Granada, fue ocupado al amanecer por un grupo de soldados de artillería y oficiales, sin encontrar resistencia. Uno de los que ocuparon el aeródromo fue el piloto Narciso Bermúdez de Castro, que luego fundaría la famosa «Patrulla Azul». Poco después, procedentes de Madrid, llegaron a Armilla tres cazas Nieuport-Delage NiD 52 enviados para apoyar la resistencia de las fuerzas leales de Granada, pero fueron inmediatamente capturados.

### Combates en el Albaicín
A pesar de sus planes, los sublevados no habían logrado hacerse con el control inmediato de toda la ciudad. Al anochecer la resistencia todavía continuaba en el barrio del Albaicín, donde se concentraron los obreros y los leales a la República. Estos levantaron barricadas en los puntos de acceso del barrio, especialmente la Carrera del Darro; al comienzo de la Cuesta del Chapiz los obreros abrieron una profunda zanja. Los militares sublevados, viendo estos movimientos y coincidiendo con que estaba anocheciendo, comprendieron que no podrían tomar el Albaicín al asalto. Hubieron de traer artillería. Situaron una batería en la entrada de la Iglesia de San Cristóbal, en un punto desde donde se dominaba la ciudad, mientras que otra batería fue situada en la Alhambra, enfrente del Albaicín. Antes de acabar el día, hubo algunos tiroteos entre los defensores y los sublevados que dejaron al menos dos muertos entre los militares alzados, y posiblemente otros cuantos entre los republicanos.

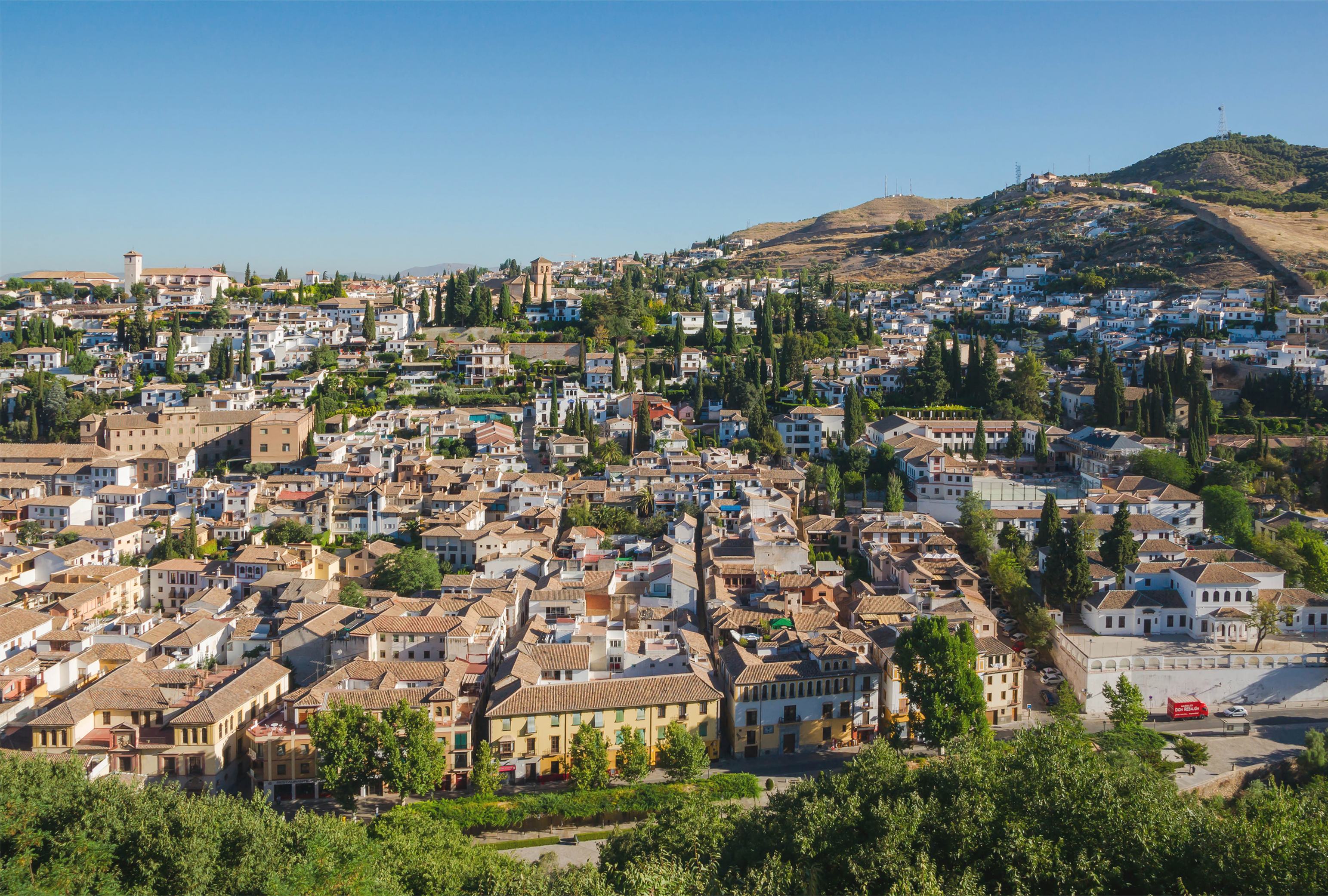
Barrio del Albaicín y el Sacromonte, vistos desde la Alhambra.

La mañana del 21 de julio las baterías abrieron fuego sobre el Albaicín, al tiempo que estalló un fuerte tiroteo entre ambos bandos; los defensores, a pesar de disponer de muy pocas armas y municiones, se defendían desde balcones y tejados. Los sublevados habían concentrado fuerzas de infantería, Guardia de asalto y falangistas para lograr sofocar la resistencia republicana. A lo largo del día se lograron abrir algunas brechas en la resistencia republicana y varios defensores fueron capturados, pero cuando cayó la noche el barrio todavía continuaba resistiendo. Por su parte, la radio exhortó repetidamente a los defensores a que depusieran las armas.
La mañana del 22 de julio Radio Granada anunció un ultimátum a los defensores: se concederían tres horas para que las mujeres y los niños abandonaran el barrio y se concentraran en varios puntos indicados, mientras que los hombres debían abandonar sus armas y permanecer en sus viviendas con los brazos en alto, y en los balcones debían ondear banderas blancas; si no se cumplían estas órdenes, la artillería volvería a abrir fuego a partir de las 14:30 horas. Empezaron a bajar desde el Albaicín filas de mujeres y niños, pero no fue este el caso de los hombres, que continuaron resistiendo. Las mujeres fueron registradas por simpatizantes femeninas de los sublevados y, tras ser interrogadas, fueron enviadas a un campo de concentración que se había establecido a las afueras de la ciudad. Poco después las piezas de artillería volvieron a abrir fuego. Al hostigamiento de los obreros del Albaicín se unieron los cazas NiD 52 que habían sido capturados en Armilla, y que realizaron varias pasadas sobre el barrio, ametrallando a los defensores. Varias viviendas resultaron destruidas y los obreros tuvieron numerosas bajas, pero la resistencia continuaba cuando anocheció.
La mañana del 23 de julio el bombardeo sobre el Albaicín se intensificó. Para entonces los obreros y/o milicianos republicanos habían sufrido un elevado número de bajas. Es probable que las municiones de los defensores ya se hubieran agotado. Al tiempo, empezaron a aparecer banderas blancas colgadas de los balcones y las ventanas, situación que aprovecharon los sublevados para empezar a entrar en masa en el interior del Albaicín. En poco tiempo, lograron acabar con la resistencia en el Albaicín. Numerosos defensores fueron hechos prisioneros al intentar huir, mientras que otros fueron capturados en sus propias viviendas. Un cierto número de defensores lograron escapar del Albaicín y llegar a las líneas republicanas cerca de Guadix. A continuación, se desencadenó la represión contra los republicanos y las izquierdas.
Al anochecer del 23 de julio, los sublevados ya controlaban toda Granada y sus alrededores.

## Consecuencias

### Impacto estratégico
Hacia el 25 de julio la sublevación había logrado triunfar en Granada y en las poblaciones de sus alrededores, pero estas se encontraron aisladas en medio de la zona republicana, ya que la mayor parte de la provincia se mantuvo fiel a la República. Este aislamiento se hizo aún más evidente tras el fracaso de la rebelión militar en Málaga, que finalmente se decantó por la República. Durante los primeros días de la contienda la línea del frente pasaba por Güéjar Sierra, Sierra Nevada, Órgiva, La Malahá, Santa Fe, Láchar, Íllora, Cogollos Vega, Huétor Santillán, Beas, Dúdar y Quéntar. En algunos puntos los republicanos se encontraban a tan solo ocho kilómetros del centro urbano.
Durante los primeros días las fuerzas gubernamentales realizaron varios bombardeos aéreos sobre la ciudad. El 30 de julio una columna de milicianos trató de reconquistarla atacando por el sector de Huétor Santillán, pero los republicanos fueron rechazados por fuerzas al mando del comandante Villalba y del teniente Pelayo; los milicianos se retiraron dejando atrás un buen número de muertos y gran cantidad de armamento. Aquel fue el único intento republicano considerable por recuperar la ciudad. El aislamiento terminó cuando a mediados de agosto las fuerzas africanas mandadas por el general Varela lograron unir Granada con el resto de la zona sublevada.
A pesar de estar sitiados, los sublevados contaban con varias ventajas. La captura de la fábrica de El Fargue fue muy importante, ya que durante el resto de la contienda la factoría produjo una gran cantidad de explosivos para el Ejército sublevado. Por su parte, la captura del aeródromo de Armilla también fue muy importante, ya que permitiría mantener el contacto con las demás zonas sublevadas —especialmente con Sevilla— así como la recepción de refuerzos por vía aérea.

### Represión
El comandante José Valdés Guzmán se convirtió en el gobernador civil y responsable de las cuestiones de orden público, siendo desde ese momento el principal responsable de la represión en la capital granadina. El teniente de la Guardia Civil José Nestares se convirtió en delegado de Orden Público, asumiendo un destacado papel en la represión. El jefe de la policía, Julio Romero Funes, también fue otro de los principales responsables de la represión.
Fueron creados varios grupos paramilitares y/o milicias encargados de la represión en la retaguardia, entre los que destacó especialmente la «Escuadra Negra». Numerosos recintos fueron habilitados como improvisados centros de detención. A las afueras de la ciudad se estableció un campo de concentración, mientras que la Comisaría de policía y el Gobierno Civil pronto se vieron abarrotados de detenidos. La cárcel de Granada, que tenía capacidad para unas 400 personas, vio masificadas sus instalaciones con más de 2000 personas encarceladas. Muchos de los detenidos eran llevados al cementerio y fusilados allí mismo, la mayoría de ellos sin formación previa de causa. El mes que más fusilados hubo fue en agosto de 1936, con 572 ejecutados. Durante toda la contienda serían fusiladas unas 5000 personas.
Fueron fusilados numerosos médicos, abogados, escritores, artistas, maestros y, principalmente, trabajadores. Entre los ejecutados hubo muchas personalidades locales: el escritor y director del diario El Defensor de Granada, Constantino Ruiz Carnero; el ingeniero y constructor de la carretera que va desde la ciudad a Sierra Nevada, Juan José de Santa Cruz; o el alcalde de la ciudad cuando se produjo la sublevación militar, Manuel Fernández Montesinos. Junto al alcalde fueron fusilados 23 concejales de la coalición republicano-socialista, de entre los cuales destacaba el antiguo alcalde Luis Fajardo Fernández. También tuvieron este destino Rus Romero y el presidente de la diputación, Virgilio Castilla. La Universidad de Granada también sufrió la sangría de la represión «rebelde». Fueron ejecutados el rector de la universidad y eminente arabista Salvador Vila Hernández; el catedrático de pediatría Rafael García-Duarte; el catedrático de química y antiguo alcalde Jesús Yoldi Bereau; el catedrático de derecho político Joaquín García Labella; o el vicerrector y catedrático de historia José Palanco Romero. Todos ellos pasaron por las tapias del cementerio y fueron fusilados. No obstante, hubo una excepción: la del antiguo gobernador civil, Torres Martínez, que logró salvar la vida, aunque fue condenado a más de treinta años de prisión.
El comandante militar, general Campins, fue destituido y posteriormente enviado a Sevilla, donde sería juzgado y fusilado por iniciativa del general Queipo de Llano.
De entre todas estas muertes, la más conocida ha sido la del escritor y poeta Federico García Lorca, que tras el triunfo de la sublevación militar se había refugiado en casa de la familia Rosales, miembros reconocidos de la Falange granadina. Sin embargo, esto no salvó la vida al poeta granadino, que fue detenido y poco después fusilado cerca de Víznar. El asesinato de García Lorca tuvo un amplio eco entre la opinión pública internacional. Aunque la dureza de la represión era bien conocida, muchos miembros de la burguesía en Granada toleraban estos crímenes por «parecer menos graves de los que [según se decía] se estaban cometiendo en la España republicana».